# Ключі (Каменський район)
Ключі́ (рос. Ключи) — село у складі Каменського району Алтайського краю, Росія. Входить до складу Столбовської сільської ради.

## Населення
Населення — 90 осіб (2010; 192 у 2002).
Національний склад (станом на 2002 рік):
- росіяни — 98 %